# Blok bazowy
Blok bazowy to maksymalnej długości sekwencja operacji kodu pośredniego taka, że nie zawiera żądnego punktu połączenia (etykiety) chyba że na początku oraz nie zawiera żadnego rozgałęzienia (skok warunkowy) chyba że na końcu.
Algorytm wyznaczania bloku bazowego można oprzeć na następujących założeniach:
- Pierwsza operacja rozpoczyna blok bazowy,
- Każda etykieta rozpoczyna blok bazowy,
- Każda instrukcja skoku kończy blok bazowy.

Blok bazowy ma szczególne zastosowanie przy optymalizacji kodu wynikowego, służy między innymi do detekcji pętli, a także jest wykorzystywany przy lokalnej alokacji rejestrów.